# Paul Georg Hopmann

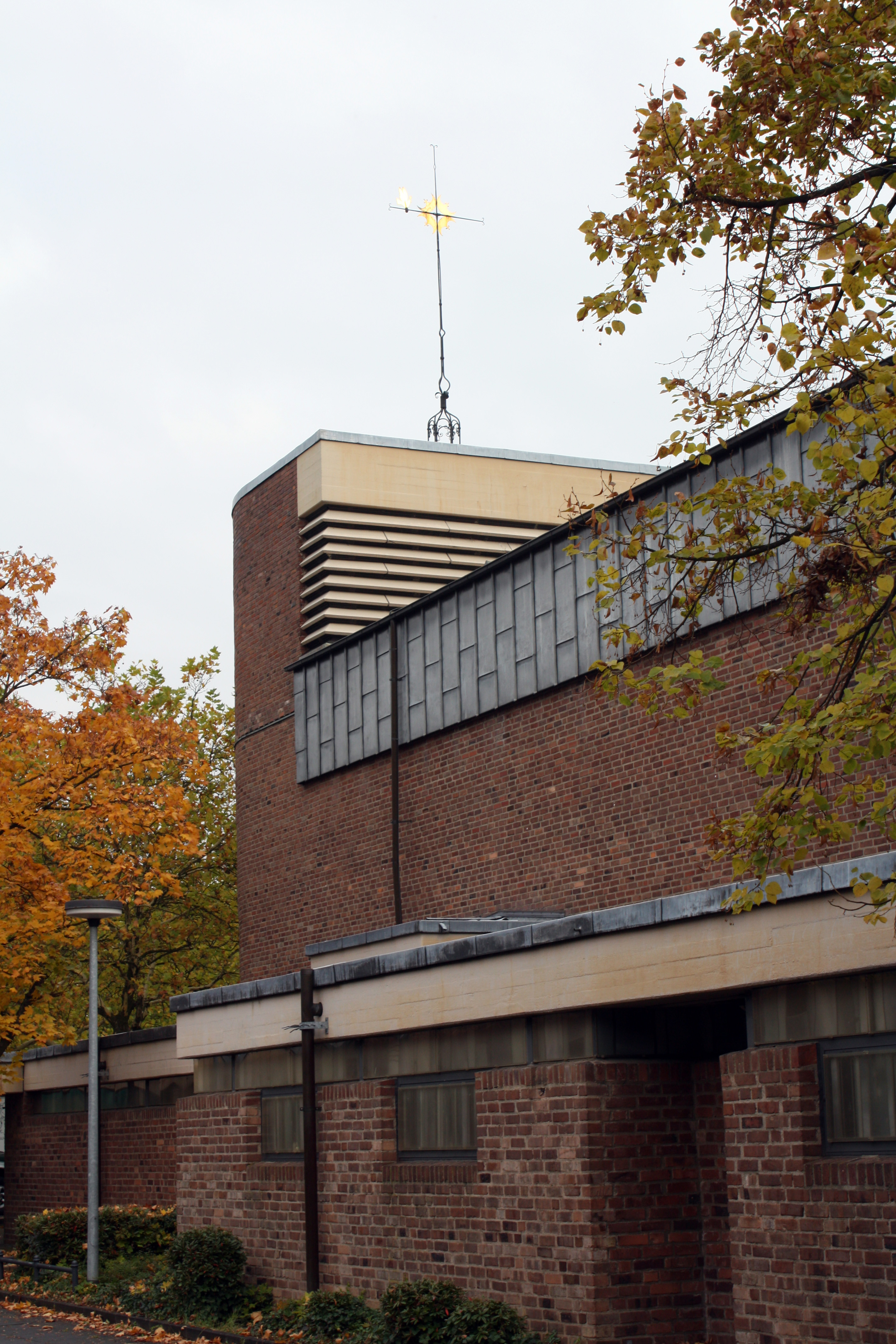
St. Adelheid in Köln-Neubrück

Paul Georg Hopmann (* 8. Juli 1930 in Köln; † 8. Dezember 2006) war ein deutscher Architekt im Umfeld der Kölner Schule.

## Leben und Werke

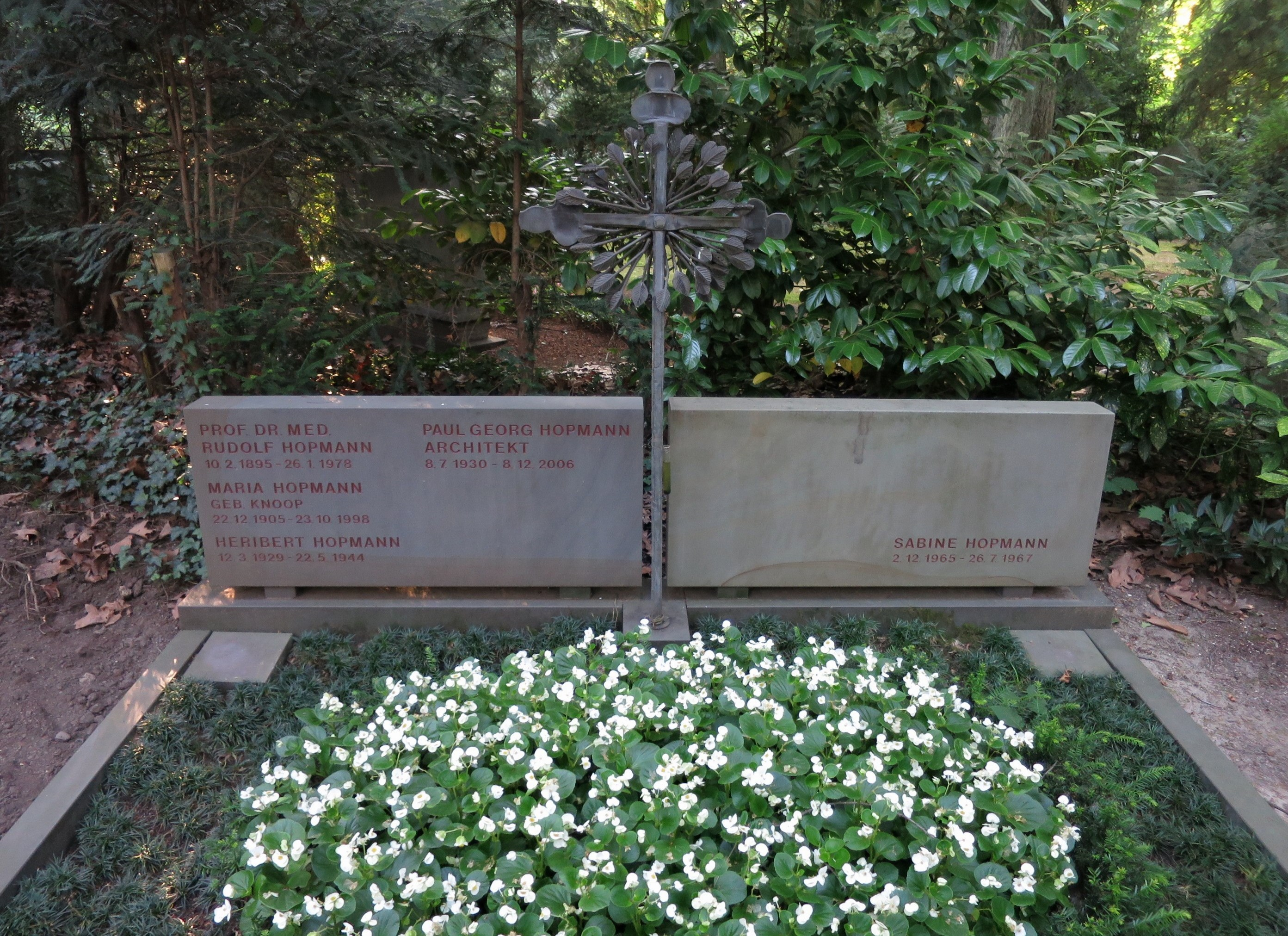
Grabstätte der Familie Hopmann

Hopmann studierte an der Technischen Hochschule Graz und der Technischen Hochschule Karlsruhe. Er war ab 1960 in Köln als Architekt tätig. Von 1963 bis 1967 war er Mitarbeiter von Emil Steffann und bearbeitete in dessen Bauatelier u. a. die Wettbewerbsentwürfe der Gemeindezentren Heilig Kreuz in Bad Godesberg (1963), St. Winfried in Bonn (1963) und wirkte mit am Bau der Kirche Maria vom Frieden in Dormagen (1963).
Er errichtete neben zahlreichen Wohnhäusern u. a. die Kirchen St. Adelheid in Köln-Neubrück (1968), St. Theresia in Düsseldorf-Garath (1971) und St. Elisabeth in Köln-Pesch (1980) sowie den St.-Bonifatius-Kindergarten in Köln-Nippes. Ferner erweiterte und baute er die Bildungsstätte Haus Altenberg (1976) um. Zwei seiner Entwürfe wurden mit dem Kölner Architekturpreis, einer mit dem BDA-Preis Düsseldorf ausgezeichnet.
Hopmann verstarb 2006 im Alter von 76 Jahren. Seine Grabstätte befindet sich auf dem Kölner Friedhof Melaten (Flur 64a).